# Bunuri mobile din domeniul științele naturii clasate în patrimoniul cultural național al României aflate în județul Mureș
Acestă listă conține bunurile mobile din domeniul științele naturii clasate în Patrimoniul cultural național al României aflate la momentul clasării în județul Mureș.

## Fond
| Foto | Informații generale                                                                                             | Detalii tehnice | Descriere | Deținător                    | Legături |
| ---- | --- | --- | --- | ---------------------------- | -------- |
|      | Cephalanthera ensifolia Richard (syn. Cephalanthera longifolia (L.) Frisch.)                                    | Descoperit: jud. CARAȘ-SEVERIN, com. SASCA MONTANĂ, SASCA MONTANĂ, Tilva Samueli Dimensiuni: Î: 46 cm; L: 10,5 cm      | Rizom cu rădăcini brune, aspre la vârf, uneori furcat ramificate. Tulpină zveltă, foliată aproape până sub inflorescență, la bază cu frunze vaginiforme. Frunze numeroase erect patente, lanceolate, cele inferioare adesea obtuze, cele superioare subulat acuminate, uneori depășesc inflorescența. Inflorescența alungită, cu 3-20 de flori alb-lactee. Label lung, cât jumătate din lungimea tepalelor externe, alb, cu o pată gălbuie. | Muzeul Județean Mureș, Târgu | Cimec    |
|      | Himantoglossum jankae Somlyay, Kreutz & Óvári (sub Himantoglossum hircinum (L.) Spreng.)                        | Descoperit: jud. CARAȘ-SEVERIN, com. SASCA MONTANĂ, SASCA MONTANĂ, Tilva Samueli Dimensiuni: Î: 83 cm; L: 15 cm        | Tuberculi întregi, alungiți sau sferici. Tulpină viguroasă, foliată, înaltă (60-110 cm), cilindrică, spre vârf puțin muchiată. Frunze ovate până la oblong lanceolate, cu baza vaginată, reticulat nervate. Inflorescență spiciformă, cilindrică, laxă. Labelul florilor trilobat, închis-roșu-purpuriu, la bază alburiu colorat, cu macule papilate purpurii. Label mult mai lung decât celelalte tepalescurt pintenat, trifidat. | Muzeul Județean Mureș, Târgu | Cimec    |
|      | Platanthera bifolia (L.) Rich.                                                                                  | Descoperit: jud. CARAȘ-SEVERIN, com. SASCA MONTANĂ, SASCA MONTANĂ, Padina Radimna Dimensiuni: Î: 49,5 cm; L: 20 cm     | Tuberculi alungiți treptat îndreptați spre vârf.tulpină erectă înaltă de 15-30(45) cm, fistuloasă. Frunze 2(3) excepțional 4, mari, eliptice, oblongi, ovate sau alungit obovate, îngustate în pețiol, glabre, lucioase, evident nervate. Inflorescență cilindrică, lungă de 2,5-20 cm, multifloră, laxă. Flori albe, scurt pedicelate. Lojile anterei paralele. Pinten subțire, orizontal, de 25-30 mm lungime. | Muzeul Județean Mureș, Târgu | Cimec    |
|      | Lycopodium complanatum L.                                                                                       | Descoperit: jud. HARGHITA, com. BILBOR, BILBOR Dimensiuni: Î: 17 cm                                                    | Exemplarul prezintă ramuri secundare dichotomic ramificate. Trei spice cilindrice. Specie relict glaciar în flora României. | Muzeul Județean Mureș, Târgu | Cimec    |
|      | Orchis paluster Jacq. (syn. Orchis laxiflora Lam. ssp. elegans (Heuff.) Soó)                                    | Descoperit: jud. CARAȘ-SEVERIN, MOLDOVA VECHE Dimensiuni: Î: 41 cm; L: 12 cm                                           | Tuberculi întregi, alungiți sau globuloși cu rădăcini filiforme. Tulpină cilindrică, fistuloasă, erectă, verde deschis, spre vârf muchiată și de obicei roșiatic sau violet nuanțată. Frunze cu baza vaginată, liniar sau lat liniar lanceolate, acuminate, de obicei nemaculate. Inflorescența multifloră, aproape cilindrică, alungită, laxă. Flori relativ mari, violet-purpurii, uneori roșii sau rozee. Label îndreptat în jos și înainte, convex, purpuriu sau roșiatic, de la bază până la mijloc albicios, cu mici pete sau linii violete.  | Muzeul Județean Mureș, Târgu | Cimec    |
|      | Orchis elegans Heuff. (syn. Orchis laxiflora Lam. ssp. elegans (Heuff.) Soó)                                    | Descoperit: jud. CARAȘ-SEVERIN, MOLDOVA VECHE Dimensiuni: Î: 67 cm; L: 35 cm                                           | Tuberculi întregi, alungiți sau globuloși cu rădăcini filiforme. Tulpină cilindrică, fistuloasă, erectă, verde deschis, spre vârf muchiată și de obicei roșiatic sau violet nuanțată. Frunze cu baza vaginată, liniar sau lat liniar lanceolate, acuminate, de obicei nemaculate. Inflorescența multifloră, aproape cilindrică, alungită, laxă. Flori relativ mari, violet-purpurii, uneori roșii sau rozee. Label îndreptat în jos și înainte, convex, purpuriu sau roșiatic, de la bază până la mijloc albicios, cu mici pete sau linii violete.  | Muzeul Județean Mureș, Târgu | Cimec    |
|      | Traunsteinera globosa (L.) Rchb.f.                                                                              | Descoperit: jud. ALBA, COLȚEȘTI, Berek Dimensiuni: Î: 65 cm; L: 11 cm                                                  | Tuberculi întregi, oblongi, cu rădăcini filiforme scurte. Tulpină cilindrică, dreaptă, erectă, la bază cu 1-2 frunze vaginiforme brune. Frunze puțin oblong până la obovat lanceolate, erect patente, lung vaginate, nemaculate. Inflorescența la început scurt piramidală, apoi globuloasă, la maturitate uneori scurt cilindrică, multifloră. Flori mici, deschis purpurii sau rozee, rar complet albe, slab mirositoare. | Muzeul Județean Mureș, Târgu | Cimec    |
|      | Notholena marantae R. Br. (syn. Cheilanthes marantae Sw.)                                                       | Descoperit: jud. TULCEA, com. CERNA, CERNA Dimensiuni: Î: 32 cm                                                        | Prezintă toate organele de vegetație. | Muzeul Județean Mureș, Târgu | Cimec    |
|      | Helleborine latifolia (L.) Druce (syn. Epipactis helleborine (L.) Crantz)                                       | Descoperit: jud. CLUJ, BORZEȘTI Dimensiuni: Î: 57 cm; L: 11 cm                                                         | Rizom scurt, gros, cilindric, orizontal, cu rădăcini albicioase. Tulpina erectă cilindrică sau slab muchiată, pubescentă în partea superioară. Frunze multinervate, lat ovate, ovat-lanceolate până la aproape orbiculare, pe dos scabriuscule, mai ales pe nervuri. Inflorescența alungită, +/- unilaterală. Flori la început campanulate, apoi larg deschise. Label de obicei mai scurt decât tepalele. | Muzeul Județean Mureș, Târgu | Cimec    |
|      | Cerastium lerchenfeldianum Schur                                                                                | Descoperit: jud. PRAHOVA, M-ții Bucegi, Bătrâna, Valea Dimensiuni: Î: 13 cm; L: 1,2 cm                                 | Tulpini ascendente, numai pe o parte scurt păroase. Frunze inferioare oblongiatenuate în pețiol, ciliate, cele superioare sublanceolate, acute, glabriuscule, cu margini ciliat scabre. | Muzeul Județean Mureș, Târgu | Cimec    |
|      | Cerastium lerchenfeldianum Schur                                                                                | Descoperit: jud. PRAHOVA, M-ții Bucegi, Mt. Furnica Dimensiuni: Î: 15 cm; L: 1 cm                                      | Patru exemplare cu rădăcină, tulpină, frunze, flori, bine conservate. | Muzeul Județean Mureș, Târgu | Cimec    |
|      | Cerastium transsilvanicum Schur ex Griseb. et Schenk                                                            | Descoperit: jud. BRAȘOV, com. LISA, BREAZA, M-ții Făgăraș, sub Vf. Trăznita Dimensiuni: Î: 30 cm; L: 3,8 cm            | Patru exemplare bine conservate. | Muzeul Județean Mureș, Târgu | Cimec    |
|      | Orchis sambucina L. (syn. Dactylorhiza sambucina (L.) Soó)                                                      | Descoperit: jud. CLUJ, BORZEȘTI, Mt. Băișorii Dimensiuni: Î: 13 cm; L: 6 cm                                            | Plantă perenă cu tuberculi cilindrici sau fusiformi, la vârf scurt 2-4 lobați, frunze câte 4-6, evident nervate. Inflorescența scurt ovoidală, relativ deasă și multifloră. Flori galben deschis/alb murdar. Unul dintre exemplare prezintă toate organele vegetale. | Muzeul Județean Mureș, Târgu | Cimec    |
|      | Gymnadenia conopsea L.                                                                                          | Descoperit: jud. BRAȘOV, Mt. Făgăraș, Bâlea Lac Dimensiuni: Î: 27 cm; L: 11 cm; Î: 31 cm; L: 15 cm                     | Trei exemplare pe coala de ierbar, două dintre ele prezintă toate organele vegetale. Tuberculi bifidați, comprimați, cu segmentele de vobicei 3-4 palmat divizate, cu rădăcini relativ groase. Tulpină erectă, cilindrică, rareori slab muchiată, verde gălbuie, la bază cu 2 frunze vaginiforme, membranoase, brune, strâns alipite pe tulpină. Frunze liniare, până la oblong- lanceolate, verzi-albăstrui, cu baza vaginată. Inflorescența cilindrică, de obicei multifloră, laxă sau +/- densă. Flori relativ mici, deschis purpurii sau rozee. | Muzeul Județean Mureș, Târgu | Cimec    |
|      | Listera cordata (L.) R.Br.                                                                                      | Descoperit: jud. CARAȘ-SEVERIN, Stâna din Ciungi la Izer Dimensiuni: Î: 12,8 cm; L: 2 cm                               | Plantă gracilă, cu rizom subțire, scurt, repent și cu puține rădăcini subțiri, albicioase. Tulpină subțire, moale, erectă, aproape glabră, în partea superioară muchiată. Frunze aproape opuse, cordat ovate, reticulat multinervate, cu nervura mediană proeminentă. Inflorescența scurt cilindrică. Flori mici, verzi-gălbui. | Muzeul Județean Mureș, Târgu | Cimec    |
|      | Moenchia mantica (L.) Bartl.                                                                                    | Descoperit: jud. CARAȘ-SEVERIN, Poiana Mărului și Zăvoi Dimensiuni: Î: 28 cm; L: 11 cm                                 | Exemplare bine conservate, prezintă toate organele vegetale. | Muzeul Județean Mureș, Târgu | Cimec    |
|      | Asplenium lepidum Presl.                                                                                        | Descoperit: jud. CLUJ, Cheile Turzii Dimensiuni: Î: 6 cm                                                               | Exemplare bine conservate, fără rizomi. | Muzeul Județean Mureș, Târgu | Cimec    |
|      | Orchis morio L.                                                                                                 | Descoperit: jud. BISTRIȚA-NĂSĂUD, MIJLOCENII BÂRGĂULUI, Mt. Căsaru Dimensiuni: Î: 22 cm; L: 8,5 cm                     | Tuberculi mici, întregi, sferici, ovoidali sau elipsoidali, cu rădăcini filiforme, relativ groase. Tulpina înaltă, muchiată, verde deschis, în partea superioară adesea cu nuanțe roșietice, foliată până la inflorescență, la bază cu frunze vaginiforme acute, alburii, strâns alipite. Frunze inferioare lanceolate sau oblongi, acute sau obtuziuscule, glaucescente, nemaculatem rareori cu pete mici, puțin evidente, cele mijlocii și superioare vaginiform amplexicaule. Inflorescența ovoidală sau cilindrică.                             | Muzeul Județean Mureș, Târgu | Cimec    |
|      | Orchis morio L.                                                                                                 | Descoperit: jud. IAȘI, com. BÂRNOVA, BÂRNOVA Dimensiuni: Î: 23 cm; L: 6 cm                                             | Tuberculi mici, întregi, sferici, ovoidali sau elipsoidali, cu rădăcini filiforme, relativ groase. Tulpina înaltă, muchiată, verde deschis, în partea superioară adesea cu nuanțe roșietice, foliată până la inflorescență, la bază cu frunze vaginiforme acute, alburii, strâns alipite. Frunze inferioare lanceolate sau oblongi, acute sau obtuziuscule, glaucescente, nemaculatem rareori cu pete mici, puțin evidente, cele mijlocii și superioare vaginiform amplexicaule. Inflorescența ovoidală sau cilindrică.                             | Muzeul Județean Mureș, Târgu | Cimec    |
|      | Orchis coriophora L.                                                                                            | Descoperit: jud. MUREȘ, com. MĂGHERANI, ȘILEA NIRAJULUI, „Bokecs” Dimensiuni: Î: 34 cm; L: 16 cm; Î: 27,5 cm; L: 10 cm | Trei exemplare bine presate, cu toate organele vegetale prezente. Tuberculi întregi, sferici, rareori alungiți, cu rădăcini scurte. Tulpină cilindrică sau slab muchiată, verde deschis, foliată aproape până la inflorescență, la bază cu frunze vaginiforme scurte. Frunze liniar lanceolate, late, acute, verzi-albăstrii, nemaculate, cu marginea răsucită. Inflorescența cilindrică, multifloră, compactă, numai la maturitate laxă. Flori murdar brun/roșietice, rareori albe, cu miros de ploșnițe.                                          | Muzeul Județean Mureș, Târgu | Cimec    |
|      | Orchis palustris Jacq. (syn. Orchis laxiflora Lam. ssp. elegans (Heuff. Soó))                                   | Descoperit: jud. VÂLCEA, com. COPĂCENI, COPĂCENI Dimensiuni: Î: 62 cm; L: 35 cm                                        | Tuberculi întregi, alungiți sau globuloși cu rădăcini filiforme. Tulpină cilindrică, fistuloasă, erectă, verde deschis, spre vârf muchiată și de obicei roșiatic sau violet nuanțată. Frunze cu baza vaginată, liniar sau lat liniar lanceolate, acuminate, de obicei nemaculate. Inflorescența multifloră, aproape cilindrică, alungită, laxă. Flori relativ mari, violet-purpurii, uneori roșii sau rozee. Label îndreptat în jos și înainte, convex, purpuriu sau roșiatic, de la bază până la mijloc albicios, cu mici pete sau linii violete.  | Muzeul Județean Mureș, Târgu | Cimec    |
|      | Orchis palustris Jacq. ssp. elegans (Heuff.) Nyar. (syn. Orchis laxiflora Lam. ssp. Elegans (Heuff.) Soó)       | Descoperit: jud. BOTOȘANI, DOROHOI, Între Dorohoi și Herța Dimensiuni: Î: 67 cm; L: 29 cm                              | Tuberculi întregi, alungiți sau globuloși, cu rădăcini filiforme. Tulpina erectă, cilindrică, spre vârf muchiată și de obicei roșiatic sau violet nuanțată. Inflorescență multifloră, cilindrică laxă. La unele exemplare, mai ales la florile superioare, labelul este mai mult sau mai puțin trilobat. | Muzeul Județean Mureș, Târgu | Cimec    |
|      | Listera ovata (L.) R.Br.                                                                                        | Descoperit: jud. LĂPUȘNA, Pădurea Strășeni, Moldova Dimensiuni: Î: 63 cm; L: 13 cm                                     | Rizom drept, cilindric, repent, cu numeroase rădăcini filiforme. Tulpină erectă, sub inflorescență slab glandulos păroasă, la bază tetra muchiată, mai sus cilindrică. Frunze patente, lat ovate. Inflorescența racem multiflor îngust cilindric. Flori erect patule, scurt pedicelate, verzui-gălbui. | Muzeul Județean Mureș, Târgu | Cimec    |
|      | Oxyria digyna (L.) Hill.                                                                                        | Descoperit: jud. HUNEDOARA, Mt. Retezat, Vf. Custura Dimensiuni: Î: 16,5 cm; L: 4 cm                                   | Exemplare bine presate, cu toate organele vegetale prezente. | Muzeul Județean Mureș, Târgu | Cimec    |
|      | Spiranthes spiralis (L.) C.Koch (syn. Ophrys spiralis L.)                                                       | Descoperit: jud. COVASNA, com. VÂLCELE, VÂLCELE Dimensiuni: Î: 22 cm; L: 2,5 cm; Î: 17 cm; L: 2 cm                     | Tuberculi ovoidali, napiform îngustați spre vârf, pubescenți. Tulpină albăstrui-verzuie, în partea superioară glandulos păroasă, cu frunze reduse, scvamiforme, vaginate. Frunze bazale ovate, așezate în rozetă. Inflorescență, spiciformă, prin răsucirea axei aproape unilaterală, glandulos pubescentă. Flori mici, albe. | Muzeul Județean Mureș, Târgu | Cimec    |
|      | Silene dinarica Sprengel                                                                                        | Descoperit: jud. SIBIU, com. ARPAȘU DE JOS, M-ții Făgăraș, Arpaș Dimensiuni: Î: 9 cm; L: 1 cm                          | Patru exemplare întregi. | Muzeul Județean Mureș, Târgu | Cimec    |
|      | Dianthus gelidus Schott.N.et Ky. (syn. Dianthus glacialis Haenke ssp. Gelidus (Schott, Nyman et Kotschy) Tutin) | Descoperit: Bâlea Lac Dimensiuni: Î: 8 cm; L: 2,5 cm                                                                   | Exemplar conservat în plic de hârtie lipit pe carton. | Muzeul Județean Mureș, Târgu | Cimec    |
|      | Dianthus pallens Sibth.et Sm. (syn. Dianthus monadelphus Vent. Ssp. Pallens (Sm.) Greuter et Burdet             | Descoperit: jud. CONSTANȚA, MANGALIA Dimensiuni: Î: 56 cm; L: 6 cm                                                     | Exemplar conservat. | Muzeul Județean Mureș, Târgu | Cimec    |
|      | Dianthus pinifolius Sibth. et Sm. ssp. serbicus Wettst.                                                         | Descoperit: jud. MEHEDINȚI, Între Vârciorova și Gura Văii Dimensiuni: Î: 49 cm; L: 4 cm                                | Plantă des cespitoasa. Exemplare întregi, bine conservate. | Muzeul Județean Mureș, Târgu | Cimec    |
|      | Dianthus simonkaianus Pet. (Syn. Dianthus petraeus W. et K. ssp. Orbelicus (Velen.) Greuter et Burdet           | Descoperit: jud. ALBA, com. OCOLIȘ, RUNC, Cheile Runcului Dimensiuni: Î: 24 cm; L: 0,9 cm; Î: 17 cm; L: 1,1 cm         | Exemplare întregi, bine conservate. | Muzeul Județean Mureș, Târgu | Cimec    |